# José Iranzo Bielsa
José Iranzo Bielsa (Andorra, Teruel, Aragón, España; 20 de octubre de 1915-22 de noviembre de 2016) fue un cantador de jota aragonesa conocido artísticamente como el Pastor de Andorra.

## Trayectoria artística y vida
Nació en una familia humilde, hijo de Segundo Iranzo Gargallo y Antonia Bielsa Catalán. Tuvo tres hermanos: Manuel (1893-1918), Martín (1903-?) y Julio Ángel (1908-1918). Durante la epidemia de gripe española de 1918 fallecieron su padre y dos hermanos, por lo que la familia se vio obligada a vender su rebaño de cabras. Debido a ello, Iranzo tuvo que dedicarse al pastoreo desde muy joven teniendo una infancia muy dura.
De formación autodidacta, no recibió ninguna clase de canto hasta que fue descubierto en el servicio militar por un sargento que, asombrado ante su voz, le ofreció dos duros si lo repetía delante de otros oficiales. También cantaba por quince pesetas en un bar del zaragozano barrio del Arrabal, que se llenaba. El sargento lo animó para que recibiera clases de canto, y el sastre del cuartel le recomendó la de Pascuala Perié. Al llegar allí, Iranzo hizo una demostración de su atronadora voz y todos se burlaron de él, pues tenía una voz muy potente pero muy desentonada. Pascuala Perié accedió a darle clases pero cobrándole el doble y le prohibió cantar en el bar.
Poco después debutó en el Teatro Principal de Zaragoza con dos grandes joteros de esa época: José Oto y Juan Antonio Gracia. La ovación fue atronadora, el empresario le pagó con cien pesetas e Iranzo —haciendo gala de su humildad— le soltó "gracias, yo con el aplauso ya me daba por pagado". Pascuala Perié lo contrató y lo llevó a Madrid con Felisa Galé, Conchita Pueyo y José Oto.
En 1943 ganó el certamen oficial de jota, premiado con 100 duros. Después de aquello su fama fue aumentando, lo llamaban de los pueblos cercanos para actuar y le pagaban entre 200 y 300 pesetas, y en Calanda 500. En Teruel se inventaron un premio extraordinario de 1000 pesetas para reconocer su talento. Hasta que un día, Pilar Primo de Rivera, que había oído hablar de él, lo convenció para que partiera con el grupo de Coros y Danzas del régimen franquista para una gira europea de cuatro meses por Reino Unido, Francia, Alemania, Holanda y Bélgica. Más tarde estuvo actuando durante tres meses en Cuba, y de allí fue a Estados Unidos y México. En Marruecos actuó ante Hassan II. 
En 1984 intervino brevemente en la película Réquiem por un campesino español, dirigida por Francesc Betriu. Tuvo el reconocimiento popular como uno de los mejores joteros de los últimos tiempos y fue el creador de una de las jotas más conocidas: "La palomica".
El nombre artístico lo recibió en una actuación ante el ministro Ibáñez Martín, al que le dijeron que iba a actuar un pastor de cabras junto al jotero Joaquín Peribáñez, de Monreal del Campo. Anteriormente había recibido los apodos de Tracaletas y El Militar. A la edad de 94 años aún realizaba el que fue su oficio, pastor de ovejas en su pueblo natal. Posteriormente la explotación ganadera la gestionó su nieto, aunque José Iranzo acudía todos los días a ver sus ovejas.
Estuvo casado con Pascuala Balaguer Alfonso (30 de junio de 1915-7 de junio de 2024) desde el 15 de septiembre de 1939 hasta el 22 de noviembre de 2016, cuando falleció a los 101 años de edad. Recibió sepultura en el cementerio de Andorra al día siguiente, 23 de noviembre de 2016.
Fruto de su matrimonio nacieron dos hijos: José Luis y Pascuala Iranzo Balaguer.

## Premios y honores

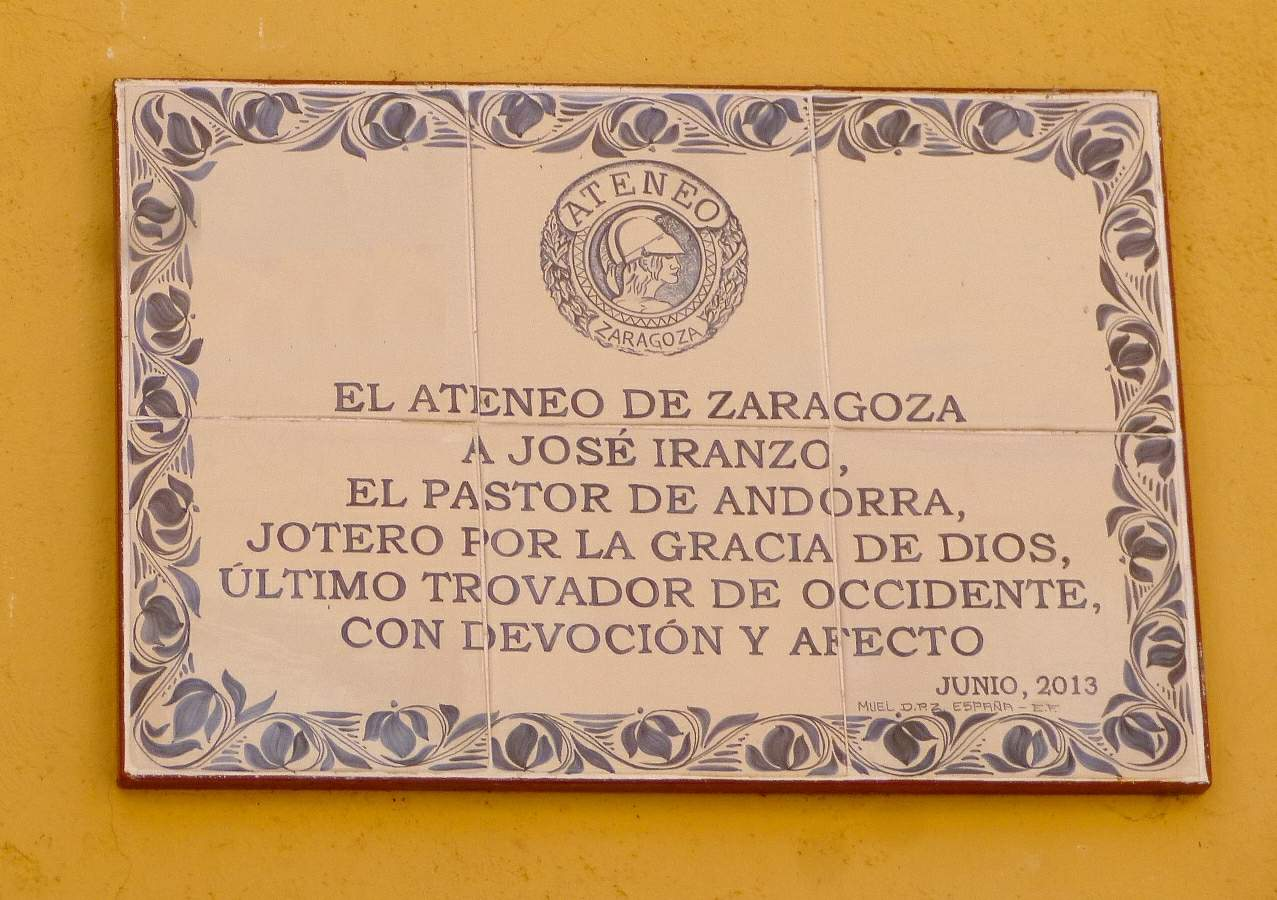
Placa conmemorativa en Andorra.

- Hijo predilecto de Andorra (Teruel).
- Cruz de San Jorge.
- Cruz Caballero de la Orden del Mérito Civil.
- Certamen Oficial de Jota 1943.[11]
- Premio Extraordinario de Certamen de Jota de El Pilar 1974.[11]
- El Gobierno de Aragón le otorga el Premio Aragón, destinado a reconocer públicamente a personas físicas o jurídicas que hayan destacado a lo largo del año anterior a la convocatoria en el área de la cultura, de la ciencia, la tecnología o los valores humanos, en 1999.[12]
- Medalla al mérito Cultural 1992 del Gobierno de Aragón.
- Medalla de las Cortes de Aragón 1997.
- Se ha puesto su nombre a numerosas calles y plazas de pueblos de Teruel y Aragón. También en honor a él es el nombre del Centro Pastor de Andorra de la jota y el folclore musical aragonés en Andorra.[13]
- Cachirulo de Oro 2006, otorgado por la sociedad cultural El Cachirulo, amigos de la Jota de Huesca.
- En 2015 fue nombrado Hijo adoptivo de Teruel.[14]
- Medalla de Oro al Mérito en las Bellas Artes 2016 (a título póstumo).[15]

## Documentales
- José Iranzo, el Pastor de Andorra (2007) de Joaquín Carbonell.